# حصار بلاغي (أختاتشي الشرقي)
حصار بلاغي (بالفارسية: حصاربلاغی) هي قرية تقع في إيران في أذربيجان الغربية. يقدر عدد سكانها بـ 36 نسمة بحسب إحصاء 2016.